# Isaak Boruchowitsch Bersuker

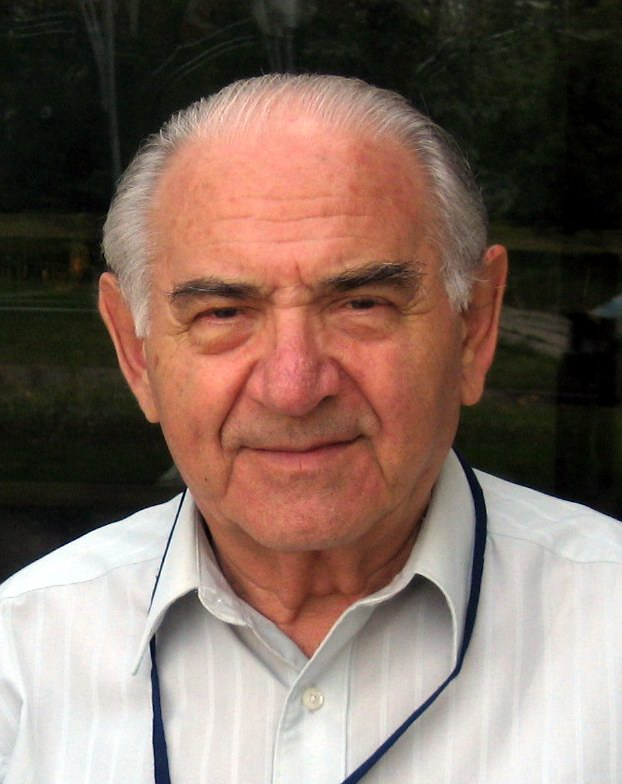
Isaak B. Bersuker

Isaak Boruchowitsch (Borissowitsch) Bersuker (russisch Исаа́к Бо́рухович (Борисович) Берсу́кер; * 12. Februar 1928 in Kischinau) ist ein sowjetisch-moldauischer Physikochemiker und Hochschullehrer.

## Leben
Isaak (Isja) Bersuker wuchs als eins von vier Kindern eines Tischlers und Hausmeisters in Kischinau im damaligen rumänischen Bessarabien auf. Er besuchte zunächst die jüdische Schule und dann die ORT-Fachschule.
Während des Deutsch-Sowjetischen Krieges war Bersuker mit der Mutter nach Aserbaidschan zur Kolchos-Arbeit evakuiert. 1945 nach der Rückkehr der Familie nach Kischinau schloss Bersuker die Abendschule ab, absolvierte die Handelsakademie und begann 1947 das Studium an der Physikalisch-Mathematischen Fakultät der Moldauischen Staatlichen Universität in Kischinau (in einer Gruppe zusammen mit W. A. Kowarski). Nach dem Abschluss des Studiums 1952 begann er die Aspirantur an der Universität Leningrad. 1953 wurde er als Dozent an die Lehrer-Hochschule in Soroca und nach Umorganisation an die Pädagogische Hochschule in Belzy geschickt. Während dieser Zeit erarbeitete er seine Kandidat-Dissertation, die er 1957 an der Universität Leningrad erfolgreich verteidigte, und ebenso seine Doktor-Dissertation, die er 1964 erfolgreich verteidigte.
1959 trat Bersuker als Hauptwissenschaftler in das Institut für Chemie der moldauischen Filiale der Akademie der Wissenschaften der UdSSR (AN-USSR) ein. Er begründete die Quantenchemie-Gruppe, deren Leiter er 1964 wurde. 1972 wurde er Korrespondierendes Mitglied der Moldauischen Akademie der Wissenschaften. 1977 wurde Bersukers Gruppe das Laboratorium für Quantenchemie, dessen Direktor er bis 1993 blieb. Daneben las er über Theoretische Chemie und Molekülbau an der Moldauischen Staatlichen Universität in Kischinau. 1989 wurde er Vollmitglied der Moldauischen Akademie der Wissenschaften.
Bersuker führte grundlegende Untersuchungen zum Jahn-Teller-Effekt und -Pseudoeffekt sowie zum Renner-Teller-Effekt durch, und er untersuchte Phononenwechselwirkungen und Koordinationsverbindungen. 1960–1962 entwickelte er eine Theorie zu Tunneleffekten in Vielatom-Systemen mit elektronischer Entartung und Pseudo-Entartung (Jahn-Teller-Systeme), die er 1972 bestätigte.
1993 verließ Bersuker die Republik Moldau und wurde Professor an der University of Texas at Austin in der Fakultät für Chemie und Biochemie und im Institute for Theoretical Chemistry.
Bersukers Sohn Gennadi Bersuker ist Chemiker in Austin, und sein Enkel Kirill Bersuker ist Biochemiker und Molekularbiologe.

## Ehrungen
- Staatspreis der Moldauischen SSR (1979)
- Orden der Ehre der Republik Moldau (2004)
- Tschugajew-Medaille der Russischen Akademie der Wissenschaften (2004)
- Ben-Gurion-Medaille für wissenschaftliche Leistungen (Israel 2005)